# Thanh Lâm, Ba Chẽ
Thanh Lâm là một xã thuộc huyện Ba Chẽ, tỉnh Quảng Ninh, Việt Nam.
Xã Thanh Lâm có diện tích 84,1 km², dân số năm 1999 là 1320 người, mật độ dân số đạt 16 người/km².